# Emiliano Gallione
Emiliano Gallione (Alessandria, 16 agosto 1974) è un dirigente sportivo ed ex arbitro di calcio italiano.

## Biografia
Dopo aver diretto diverse decine di partite in Serie C, esordì in B il 29 agosto 2009 dirigendo la gara Triestina-Grosseto (1-0), valida per la seconda giornata del campionato 2009-2010. In quella stagione diresse diciannove gare tra i cadetti e una in massima serie, Parma-Livorno (4-1) del 16 maggio 2010.
Nel luglio 2010, con la scissione tra CAN A e CAN B, viene inserito nell'organico della seconda; nel 2010-2011 ha dunque diretto venticinque gare del campionato di Serie B e in un'altra sfida di A, Palermo-Chievo (1-3).
Il 2 luglio 2012 venne dismesso dalla CAN B per normale avvicendamento, concludendo così la sua carriera arbitrale con un bilancio di tre gare in Serie A, sessantatré di Serie B e quattro di Coppa Italia; ha successivamente rivestito il ruolo dirigenziale di addetto all'arbitro per Novara (2013-2014) e Alessandria (dal 2014 al 2019 e nuovamente dal 2023).
Svolge attualmente consulenza per club di calcio professionistico, per approfondimento del regolamento, psicologia arbitrale e relazioni sul terreno di gioco, col fine di miglioramento della performance e limitazione dei provvedimenti disciplinari ai soli funzionali alle esigenze di squadra. In tale ambito ha collaborato attivamente da consulente tecnico per quattro stagioni con l'Udinese Calcio prima squadra e primavera (stagioni 2013-2014 e dalla 2015 alla 2018), intervallate da una parentesi alla SSC Napoli prima squadra nella stagione 2014-2015, con allenatore Rafa Benitez. A inizio della stagione 2019-2020 collabora con Bologna Calcio prima squadra e, nel prosieguo, con Como Calcio 1907 militante in Lega Pro.